# Новая Теризморга
 Новая Теризморга  — деревня в Старошайговском районе Мордовии в составе Богдановского сельского поселения.

## География
Находится на расстоянии примерно 7 километров по прямой на юго-запад от районного центра села Старое Шайгово.

## История
Известна с 1894 года как деревня Инсарского уезда из 31 двора.

## Население
Постоянное население составляло 95 человека (мордва-мокша 92 %) в 2002 году, 57 в 2010 году.